# Русское Поле (Закарпатская область)
Ру́сское По́ле (укр. Руське Поле) — село в Тячевской городской общине Тячевского района Закарпатской области Украины.
Руське Поле находится в Закарпатской низменности, Тереблянской долине, Марамороской котловине, на левом берегу р. Теребли, за 138 км юго-восточнее города Ужгород.
Прежние названия — Кровавое Поле, Панское Поле, Урмезиево (венг.  Úrmező), Русское Поле. Также в разных венгерских летописях встречались такие названия: Urmezei, Vermeziv (Yiddish), Rusz-Polyana, Ruszko-Polyana; в румынских летописях: Ruspolyana, Polien Riskeve, Ruska Pole, Ruski Pole.
Географическое расположение: территория села занимает площадь 44 км² и граничит с территориями соседних сел и Хустским районом. На востоке с Тячевом и Лазами, на западе с Буштино м и Вонигово м, на севере с селом Теребля и на юге с Вышково м (Хустский район) (через реку Тиса).
Почтовый индекс — 90551. Телефонный код — 3134. Код КОАТУУ — 2124486201.

## История
Согласно археологическим данным, территория села Русское Поле начала заселяться ещё в период неолита.
Восточные славяне в эпоху неолита среди лесов и рек выбирали место, которое огораживали рвами, деревянной и каменной оградой. В такое укрепление (городище) прятались окрестная население во время опасности. Славяне сделали городище на территории села, ещё до прихода мадьяр. Это название «Городище» сохранилась в местной народной речи для урочища, расположенного в 5 км на северо-востоке от села Русское Поле.
Его населяли этнические жители этих земель — русины. Но известно, что на территории села ещё в III—IV веках до н. э. существовало городище Капуна. Капуна теперь — это название горы возле села, имеющей форму срезанной пирамиды. Так что можно утверждать, что на территории села, люди жили ещё до нашей эры. Из истории известно, что кочевники, жившие в горах, начали спускаться вниз, в долины рек. Примерно в XI веке до н. э. в долину реки Дербачки (другое название — Старая Река) спустились первые люди, ввиду удобства использования земель. Они населяли левый берег Дербачки, а затем начали населять и правобережные территории, вплоть до рек Теребля и Тиса. В то время эти реки были очень широкие и большие, наименьшей из них была Дербачка, которая была не очень большой, и жители села могли легко переходить её. Главным в селе был староста, которого избирали люди. Он руководил селом и вёл мирные связи с жителями поселений, которые жили вблизи к селу — это Técső (Тячев), Bústyahaza (Буштино), Вунигово (Вонигово), Теребят (Теребля), Mortos (Тячевка) и Saldobos (Стебливка).
В IX веке, по мнению профессора И. Попа, территорию села заселяют славянские племена. В период Великой Моравии (IX—X века) славяне были христианизированные византийскими миссиями, признавали власть великоморавских князей — правителей Болгарского царства.
В конце IX века на территорию Русского Поля вошли венгерские племена. Венгрия, став королевством, провела политику мадьяризации — венгры заполонили территорию Мараморощины, и в частности, территорию села. Во времена Иштвана Святого была введена система комитатов в Венгерском королевстве. Территория села входила в Мараморошский комитат, о котором находим первое упоминание в 1303 году.
Из венгерских летописей известно следующее: село под названием Úrmező (Урмезиево, Русское Поле) упоминается в 1397 году в качестве королевской резиденции. Также оно упоминается как королевская резиденция и в 1495 году.
На время первого документального упоминания о Мараморощине, как административной территории — это был край с 80 сёлами и пятью привилегированными городами: Хуст, Вышково, Тячев, Кимпу-Лунг, Сигет. В этот перечень входила и территория Русского Поля, которая называлась Urmezo. Историки убедительно доказывают, что в XIII веке венгры были в тесных экономических и культурных контактах с местными жителями. Жители села приходили на жатву к венграм, за что получали плату — за каждый 5—6 сноп. В последующие века крестьяне совместно с венграми пасли в долинах крупный рогатый скот, свиней, овец.
В марте 1241 года войска хана Батыя вторглись на территорию Мараморощины, разгромив венгерское войско, и в течение того же месяца дотла сожгли населённые пункты, уничтожив мирное население, или, как правило, забрав их в плен. Полтора года царила орда на этих землях.
О нашествии же половцев в 1086 году под руководством хана Кутеска данных нет.
Впервые село упоминается в письменах XIV века, а именно под 1303 годом. О тех давних временах известно немного. Знаем только, что в селе появляются венгерские феодалы, которые занимаются торговлей, огородничеством, вывозят свои товары на ярмарки Тячева. Судьба крестьян была обременительной, так как они были брошены в вечное рабство; барщина, девятына и множество других тягот легли на них.
Венгерские, а впоследствии еврейские господа, которых в селе насчитывалось до десятка, использовали труд крестьянина. Расширение помещичьего хозяйства здесь велось за счёт сокращения крестьянских наделов. Они называют село Урмезев, в переводе «поле господ». Крестьян заставляли работать на господ. Название «Барское поле» село имело в течение 5 веков.
С переводов старожилов в селе жили семьи венгерской знати: Поган и Новак. Поместье семьи Поган находилось около сегодняшнего сельского совета. До настоящего времени не сохранилось.
Поместье семьи Новак находилось неподалёку сегодняшнего завода, где когда-то был детский сад № 3. Сейчас здание разрушено. Помещику Новаку принадлежала третья часть всех сельских земель, он имел в своей собственности водочный завод, где изготовляли сырец, который делали из собранной на полях пшеницы, кукурузы. В этой семье было много детей. Они имели свои дома. Некоторые сохранились до сих пор. Для рабочих, которые работали на заводе, были построены так называемые «Мурованкы» — квартиры. Господа заботились о благоустройстве своего поместья и высаживали декоративные и фруктовые деревья, клумбы. Редкое дерево «Гингко Билоба» сохранилось поныне. Также господа нанимали рабочих, давали земельный участок для обработки крестьянам за определённую часть урожая.
Из семьи Новак известный врач Андрей Новак — один из основателей гинекологического отделения в городе Ужгород. Оно со временем превратилось в областную больницу. Его именем названа улица в центре Ужгорода недалеко от больницы. В 1944—1945 годах семья Новак переехала в Румынию и Венгрию. Только одна из сестер Новак — Шария — похоронена в селе.

## Археологические раскопки
На территории Русского Поля археологами было найдено Карпатские курганы (IX в. до н. э. — III в. н. э.), городище Капуна (XI—IV вв. до н. э.) (по другим данным VI—IV вв. до н. э.), остатки поселений куштановицкой культуры (VI—II вв. до н. э.), различные старинные золотые монеты и дуб возрастом 400 лет.
Сначала село называли Кровавое Поле, потому, что у села, на прилегающих его полях происходили битвы за территорию между венграми и русинами. Потом село захватили венгры и целая барская семья Новак поселилась в селе и руководила им. Они дали селу название Úrmező, что в переводе означает Барское Поле (венг.  úr — господа, венг.  mező — поле). До сих пор в селе сохранились три барские дома. Урмизьово (так называли село крестьяне) было названием села до 1944 року. Название Русское Поле происходит от названия коренных жителей — русинов.

## Утраченные святыни
Стремительно всплывают века, и чем дальше от нас эпоха, тем меньше мы знаем о ней, тем труднее нам понять жизнь и интересы людей тех времен. Но каждая эпоха оставляет свидетелей, которые красноречиво рассказывают нам о ней, и эти свидетели — памятники архитектуры.
По рассказам старожилов в селе в XVI—XVII веке были построены две церкви — близнецы, которые могли бы быть памятниками архитектуры, так как были построены из дерева без единого гвоздя.
Поисковым отрядом, который создан в селе, найдены материалы о потерянных святынях, которые были разобраны в 1965 году и сожжены. Это Николаевская церковь, которая была построена не позже XVII века, и церковь Св. Иоанна Крестителя, построенная, вероятно в XVI веке. В архитектурном устройстве этих храмов воплотились региональные особенности Закарпатской школы народной деревянной архитектуры. Поэтому задачей является найти больше материалов и воссоздать для себя и для будущих поколений воспоминания об этих произведениях человеческого труда.
Николаевская церковь.
Деревянная церковь святого Николая, построена не позже XVII века, разобрана в 1965 году. Церковь сняли с регистрации 9 января 1953 года, а в мае 1965 года разобрали на дрова и впоследствии сожгли. Здание 1693 (обновлено 1879 года). Сооружение с готическим шпилем и резными деталями, состоявшие из 2-х дубовых срубов — принадлежала к древнейшим церквям Потисья.
В мае 1965 года её и другую церковь-близняшку, по приказу директора школы Яновского, было разобрано на дрова и сожжено.

## Недалекая и современная история
В начале XVIII века, крестьяне Русского Поля принимали участие в национально-освободительной войне венгерского народа против Габсбургов (1703—1711 гг.) В окрестностях села действовали гуцульские опришковские повстанческие отряды, возглавляемые И. Пинтею, И. Пискливым, Ф. Бойком и В. Микуляком.
С 1919 по 1939 год село было под властью Чехословакии. В селе действовала трёхлетняя школа. Молодежь могла продолжать учёбу в горожанских школах Тячева, Солотвина.
В 1922 году в Русском Поле была создана организация КПЧ. 26 августа 1924, здесь произошла стычка между крестьянами и жандармами, во время которой были ранены 20 крестьян.
Трудящиеся Русского Поля под руководством коммунистов в 30-х годах несколько раз участвовали в «голодных походах» к Тячеву.
15 марта 1939 Тячев оккупировали венгерские войска. Многие тячевцы был репрессированы. Узнав о событиях в Тячеве некоторые жители села начали действовать решительно, и эмигрировали в Россию. В 1939—1940 годах из села в СССР перешли нелегально около 20 юношей. 21 октября 1944 года село было освобождено от мадьяр войсками Красной Армии. После освобождения многие юноши-добровольцы были приняты в Чехословацкую Армию Людовика Свободы. Добровольцы прошли военную подготовку в Словакии и уже через неделю участвовали в боях на Дукле, освобождали г. Попрад.
В 1945 году, Подкарпатская Русь, в которую входило и село Русское Поле, была переименована в Закарпатскую область и присоединена к Украине.
По случаю 50 — летия Советской власти в селе сооружён обелиск Славы воинам — добровольцам, погибшим в Великой Отечественной войне.
Село освобождено от венгерско—фашистских оккупантов 21 октября 1944 года. И изменено название на Русское Поле.
После освобождения села, в ряды Красной Армии и 1 — го чехословацкого армейского корпуса Людовика Свободы вступили добровольцами 107 местных жителей, 58 из них удостоены наград, 37 скончались на фронтах Второй Мировой войны.
В 1950 году в селе был создан Колхоз. На колхозной ферме находилось около четыреста голов скота, были лошади и свиньи. В колхоз вступило много людей, хотя платой за их труд было только зерно и продукты производства.
А в 1960 году организован совхоз — завод «Русскополевский», в котором люди уже получали денежную оплату своего труда.
В 1980—1990 гг. совхоз — завод «Русскополевский» был предприятием — миллионером, которым управлял знатный во всей области опытный человек, хозяин своего дела, директор совхоз — завода «Русскополевский» — Василий Юрьевич Мирявець. А благодаря его заботливости и настойчивости в 1975 году построено новое триэтажное здание школы, рассчитанное на 670 детей. Сейчас в ней обучается 780 учеников в двух учебных корпусах школы.
Рядом с домом культуры находится двухэтажное здание детсада № 2, рассчитанного на 4 группы. Усилиями совхоз — завода в 1997 году переведено через реку Тереблю газопровод, а также усилиями граждан до 1998 года село было почти полностью газифицировано.
Предпринимательство в селе получило развитие с созданием на территории Русского Поля цеха по изготовлению макаронных изделий, а также в 1991 году основано одно из первых в районе малое предприятие «Момент» — предприятие с дистрибуции пивобезалкогольной и другой продукции. Понемногу в селе появились новые магазины, уютные кафе, современная аптека и амбулатория семейной медицины.
Со сменой власти в государстве, менялась власть и в селе Русское Поле. На последних выборах голов сельских, селищных и городских советов 31 октября 2010 года победу одержал Василий Васильевич Мирявець — сын покойного бывшего директора совхоз — завода «Русскополевский».

## Религия
В селе издавна действовали три церкви — православная, греко-католическая и христиан адвентистов седьмого дня.
На сегодня в селе зарегистрированы десять религиозных конфессий, это — православная, греко-католическая (униатская), баптистская, христиан адвентистов седьмого дня, христиан адвентистов седьмого дня реформационного движения, христиан седьмого дня, свидетелей Царства Иеговы, и другие.
Больше всех в селе живёт православных, после них греко-католиков, потом христиане адвентисты, а потом уже другие религиозные группы.

## Население
В 1910 году в селе проживало 1786 жителя. Среди них: 1312 русины, 342 немцы, 73 венгры, 59 цыган. Из них 1399 греко-католики, 24 римо-католики, 340 были евреями.
В селе за последние 50 лет население начало стремительно расти, так как в село начали переселяться люди, жившие в горных местностях.
Население по переписи 2001 года составляло 4364 человек.
Население Русского Поля:
- 2001 — 4364 человек
- 2006 — 4867 человек
- 2011 — 6834 человек
- 2013 — 7141 человек(оценка)

## Промышленность
В Русском Поле находится совхоз — завод «Русскополевский», который во времена СССР был одним из мощнейших заводов Закарпатья, но в настоящем времени он прекратил свою работу.
Также в селе есть макаронная фабрика, поставляющая макаронные изделия на всю западную Украину.
Русское Поле богато на фруктовые сады, среди которых распространены и быстрорастущие сорта яблок, такие как «Старкин», «Антоновка» и другие. Продукция садоводства транспортируется жителями села на различные заводы, для изготовления готовой продукции в виде различных соков и нектаров.

## Спорт
В Русском Поле развито много видов спорта, лучше всего развит футбол.
В селе в 1949 году создана футбольная команда «Садовод» (теперь ФК «Русское Поле»), которая играла на первенство Закарпатской области и играет на первенство Тячевского района. В 1989 году было проведено товарищескую встречу между ФК «Садовод» (Русское Поле) и ФК «Бардиево» (Словакия).
В 2012 году 'ФК Русское Поле' получил звание чемпиона Тячевского района по футболу, это самое главное достижение в независимой Украине, к этому чемпионату команда ещё не становилась чемпионом (за время СССР ФК Колхоз (старое название ФК) неоднократно получал чемпионские звание в районе и области)
С 1991 года в селе стремительно начал развиваться кикбоксинг благодаря талантливому тренеру и меценату Куцина Ивану Михайловичу. А уже в 2001 году в составе сборной Украины, русскополевец Александр Сасын завоевал титул чемпиона мира в разделе фулл-контакт, в своей категории до 51 кг (финальные бои он провёл в Белград е (Югославия). С тех времени в селе часто проводились различные турниры: сюда приезжали бойцы из Мукачева, Ужгорода, Львова, Дубна, Бродов и даже из Венгрии.
Также в Русском Поле есть волейбольная команда, которая играет не регулярно.
Русскополевская СШ участвует в различных спортивных мероприятиях Тячевского района: занимала первые места по футболу, мини-футболу, волейболу, настольному теннису и другим видам спорта.
На территории села расположены спортивные сооружения:
- Центральный футбольный стадион с травяным покрытием на ул. Крестьянской 4;
- Два дополнительных мини-поля, которые находятся на ул. Крестьянской 4;
- Школьное футбольное поле с грунтовым покрытием на территории Русскополевской СШ I—III ст.

## Природа
Природа села очень разнообразна. На площади села есть поля, горы, реки, пруды, леса, сады.
На территории села есть большие сады, дубовый лес, небольшие горы, самая большая из них — гора Капуна, урочище Лонка, реки Дербачка, Теребля, Тиса.

## Стихийные бедствия
Село страдало от многих стихийных бедствий: бурь, наводнений, снегопадов и т. д.. Сильнее страдало от наводнений.
Первое наводнение 1998 года была одним из самых масштабных стихийных бедствий. Большая вода нанесла большой ущерб жителям села: размыла городы, здания, дворы, было очень много пострадавших. Второе наводнение пришло в село в 2001 году, но было менее масштабным. От этих наводнений пострадала вся область.
В августе 2008 года было наводнение, которое полностью затопило почти всю жилую территорию Русского Поля, но другим населённым пунктам почти не нанесла вреда. Наводнение произошло потому, что прорвалась дамба выше села охраняющая его от реки. Часть дамбы прорвало из-за частых подтоплений во время прошлых наводнений.
В ноябре 2010 года снова прорвало дамбу, которая обходит жилплощадь села в 6 км от предыдущего места прорыва дамбы. Причиной прорыва дамбы могло стать частое подмывание дамбы в течение последних наводнений, а также бездействие со стороны органов власти.

## Известные уроженцы
- Гаджега, Василий Николаевич (1863/1864—1938) — русинский религиозный и культурно-образовательный деятель, русофил, историк, педагог, редактор, переводчик Подкарпатской Руси (ныне Закарпатье). Один из основателей общества «Просвита». Доктор богословия. Действительный и почётный член НТШ.
- Гаджега, Юлий Петрович (1879—1947) — русинский религиозный и культурно-образовательный деятель, русофил, историк, журналист, писатель. Доктор богословия.
- Шимон Иван Ярославович (1945), в Русском Поле провёл детские годы, закончил Тячевскую среднюю школу № 1, учился в вузах Харькова, Новосибирска, Москвы, доктор исторических наук, профессор, автор многих монографий и научных статей, академик Российской академии естественных наук и Академии русской словесности и изящных искусств имени Р. Г. Державина.
- Марко, Василий Петрович (1936—2015) — советский и украинский литературовед.